# زبان بروشسکی
زبان بروشسکی (شکل درست: بُرُشَسکی)  (Burshaski language) یک زبان تک‌خانواده است که در ناحیة هُنزَه و نگر و یاسین ـ قراقروم، در شمال پاکستان توسط قوم بُروشو تکلم می‌شود. تعداد بسیاری از این قوم در شهر کراچی زندگی می‌کنند و اندکی در راولپندی ،لاهور پاکستان و قم و مشهد در ایران و نجف و کربلای عراق زندگی می‌کنند۔ ساختار صرفی آن غنی است و فعل در این زبان، به ویژه نظام گسترده اتصالی دارد.
زبان برشسکی در پیوندگاه سه خانواده زبانی بزرگ هندواروپایی، چینی-تبتی و آلتایی قرار دارد اما به هیچ یک تعلق ندارد. ساختار دستوری بروشسکی هم یادآور ساختار دستوری زبان‌های قفقازی است، و هم زبان باسْکی (که امروزه فقط در جنوب غربی فرانسه و شمال اسپانیا به آن سخن می گویند). با وجود این، خویشاوندی بنیادین زبان بروشسکی با این زبانها، یا هر زبان دیگر، تاکنون اثبات نشده‌است.

## پیشینه
ادبیات ثبت شده قدیمی از این زبان به دست نیامده‌است این موضوع بازسازی گذشته این زبان را دشوار می‌سازد. کوشش‌های زیادی صورت گرفته تا پیوند آن را با زبان‌های قفقازی، دراویدی، موندا و باسک و دیگر زبان‌ها پیدا کنند اما در این زمینه نتیجه نهایی در دست نیست. گفته می‌شود که بروشسکی در دوره‌های قدیم در مناطقی که امروزه در آن‌ها زبان‌های داردی رواج دارد رایج بوده و زیرلایه‌ای در گستره داردی‌زبان به‌شمار می‌آید. حتی گریرسن Grierson ادعا می‌نماید که گویندگان زبان برشسکی و زبانهای دیگر زمانی همه مناطق یا تقریباً تمام مناطقی را که قبایل داردی در آنند اشغال نموده بودند.
بروشسکی دارای وام‌واژه‌های زیادی است و شمار زیادی واژه‌های زبان‌های ایرانی در بروشسکی وجود دارد که عمدتاً از فارسی، به واسطه زبان اردو داخل آن شده‌است.

## تماس زبانی
بلنچ (۲۰۰۸) یادآور می‌شود که شواهد ادعایی دربارهٔ روابط بیرونی زبان برشسکی بر داده‌های واژگانی تکیه دارد که شاید بهتر بتوان آن‌ها را ناشی از تماس زبانی دانست. به‌ویژه تقریباً همهٔ واژگان کشاورزی برشسکی به‌نظر می‌رسد از داردی، تبتی-برمه‌ای و قفقازی شمالی وام گرفته شده باشند.
بر پایهٔ نظر برگر (۱۹۵۶)، فرهنگ‌های امریکن هریتیج پیشنهاد کرده‌اند که واژهٔ *abel به معنای «سیب» ــ تنها نام میوه (درخت) که برای نیا-هندواروپایی بازسازی شده ــ شاید از زبانی که نیای بروشسکی بوده، وام گرفته شده باشد. («سیب» و «درخت سیب» در برشسکی امروزی báalt است.)
زبان‌شناس کشمیری، صدف منشی، اظهار کرده که بروشسکی ممکن است پیش از مهاجرت هندواروپاییان به جنوب آسیا، در کنار زبان‌های دراویدی شکل گرفته باشد و به این نکته اشاره کرده که هر دو دارای همخوان لثوی برگشته هستند.

## گونه‌ها
زبان برشسکی حدود ۱۲۰٬۰۰۰ گویشور در پاکستان و چند صد نفر در هند دارد. در پاکستان، این زبان در سه درهٔ اصلی یاسین، هُنزَه و نگر گویش می‌شود. گویش‌های هنزه و نگر اندکی تفاوت دارند، اما به‌وضوح دو گویش یک زبان هستند. گویش یاسین که با برون‌نام خوارواری «ورچیک‌وار» هم شناخته می‌شود، بسیار متمایزتر است. درک متقابل میان یاسین و هنزه-نگر دشوار است و گاهی یاسین از سوی گویشوران همان دره به‌عنوان زبانی مستقل و «خالص» یا «اصلی» برشسکی شمرده می‌شود. یاسین کمترین تأثیر را از تماس با زبان‌های همسایه پذیرفته، گرچه گویشوران آن خوار را نیز به‌عنوان زبان دوم می‌دانند. یک‌چهارم گویشوران برشسکی به یاسین سخن می‌گویند.
در هند، برشسکی جامو و کشمیر (JKB) «ویژگی‌های زبانی متمایزی یافته که آن را به‌طور نظام‌مند از گونه‌های گویش‌شده در پاکستان متفاوت می‌کند.» گویش بروشسکی در هند تحت تأثیر کشمیری، همچنین هندی و اردو قرار گرفته است. ویژگی منحصربه‌فرد JKB پدیدهٔ ساقط‌شدگی واکه است. بروشسکی جامو و کشمیر شباهت بیشتری به گویش نگر دارد تا گویش هنزه. گونهٔ سرینگر برشسکی «کم‌زیر و بمی» توصیف شده و به‌شدت زیر تأثیر دیگر زبان‌های کشمیری است. گویش سرینگر تنها ۳۰۰ گویشور دارد.

## آواشناسی

### واکه‌ها
زبان بُروشسکی به‌طور اصلی دارای پنج واکه /i e a o u/ است. دو دسته واکهٔ کشیده وجود دارد که تفاوت آن‌ها در این است که فشار یا زیر و بمی بیشتر بر مورای نخست باشد یا دوم. فرایندهای گوناگون هم‌افت باعث پدید آمدن واکه‌های کشیده می‌شوند؛ واکه‌های تکیه‌دار (که در شیوهٔ آوانگاری برگر با همزهٔ تیز مشخص شده‌اند) معمولاً کشیده‌تر و کمتر «باز» از واکه‌های بی‌تکیه هستند ([i e a o u] در برابر [ɪ ɛ ʌ ɔ ʊ]). برخی این ویژگی را به‌صورت ادای عمدی یک آهنگ صعودی یا نزولی توصیف کرده‌اند. برای نمونه، واژهٔ اوسَنَم به معنای «آن‌ها را واداشتم بگویند» آهنگ نزولی دارد و تکیه بر مورأ نخست است. واژهٔ دیگر، اݹسَنَم به معنای «نگفتم» آهنگ صعودی دارد و تکیه بر مورأ دوم است.
واکه‌های کشیده فقط در هجاهای تکیه‌دار دیده می‌شوند و بنابراین یکی از این دو آهنگ را خواهند داشت.
در مورد واکه‌های کوتاه، واکه میانی و واکه باز [e], [o], [a] هم در هجاهای تکیه‌دار و هم در هجاهای بی‌تکیه دیده می‌شوند. واکه‌های کوتاه واکه بسته [i] و [u] معمولاً تنها در هجاهای بی‌تکیه پدیدار می‌شوند. افزون بر این، جفت [i] و [u] به‌ترتیب با [e] و [o] در هجاهای تکیه‌دار جابه‌جا می‌شوند.

همهٔ واکه‌ها در گویش هونزا (در برخی واژه‌های نمایشی) و در گویش ناگر (همچنین در نام‌های خاص و چند واژهٔ دیگر) همتای غنه‌ای دارند.

## همخوان‌ها
برگر (۱۹۹۸) همخوان‌های زیر را واجی می‌داند که در الفبای آوانگاری بین‌المللی و نیز در شیوهٔ رومی‌نویسی او نشان داده شده‌اند:
| سبک/شیوه           | دولبی   | دندانی/لثوی | (لثوی-کامی) |  |
| ------------------ | ------- | ----------- | ----------- |  |
| بینی               | m <m>   | n <n>       |             |  |
| انفجاری دم‌دار      | pʰ <ph> | tʰ          |             |  |
| انفجاری بی‌واک      | p       | t <t>       |             |  |
| انفجاری واک‌دار     | b       | d <d>       |             |  |
| همخوان مرکب دم‌دار  |         | t͡sʰ <ch>    | t͡ɕʰ <čh>    |  |
| همخوان مرکب بی‌واک  |         | t͡s <c>      | t͡ɕ <ć>      |  |
| همخوان مرکب واک‌دار |         | d͡z <j>      |             |  |
| سایشی بی‌واک        |         | s           | ɕ <ś>       |  |
| سایشی واک‌دار       |         | z <z>       |             |  |
| لرزشی              |         | r <r>       |             |  |
| ناسوده             |         | l <l>       | j <y>       |  |

## دبیره

### دگرگونی‌های امروزی
زبان برشسکی عمدتاً زبانی گفتاری است تا نوشتاری. یکی از نخستین نمونه‌های ادبیات نوین برشسکی، شعرهایی بود که پروفسور علامه ناصرالدین ناصر هنزایی در دههٔ ۱۹۴۰ میلادی سرود. او در آغاز برای نوشتن این زبان از الفبای اردو استفاده کرد، اما به‌زودی دریافت که خط اردو برای این کار کافی نیست، زیرا حروف لازم برای نمایش برخی واج‌های ویژهٔ برشسکی را ندارد. همین موضوع او را بر آن داشت تا به تدوین یک الفبای استاندارد برگرفته از الفبای اردو بپردازد که به‌طور ویژه برای ثبت دقیق زبان برشسکی طراحی شده باشد. در این راستا، او همخوان‌های تازه‌ای همچون ݼ [tsʰ]، څ [ʈʂ]، ڎ [ts]، ݽ [ʂ]، ڞ [ʈʂʰ] و ݣ [ŋ] را ابداع کرد.
افزون بر این، نویسندگان نوآور برشسکی به استفاده از بالانویس اعداد اردو برای نشان‌دادن الگوهای گوناگون تکیه، آهنگ و درازی واکه‌ها روی آوردند. برای نمونه، در برشسکی، نویسهٔ ـو («واو») واکه‌ای بلند با آهنگ افتان «óo» را نشان می‌دهد؛ نویسهٔ ـݸ («واو» با بالانویس «۲») واکهٔ کوتاه «o» را، و نویسهٔ ـݹ («واو» با بالانویس «۳») واکهٔ بلند با آهنگ خیزان «oó» را نمایان می‌کند.
در کنار این، یک شیوهٔ نوشتاری برگرفته از الفبای لاتین به‌دست هرمان برگر ایجاد شد؛ روشی که نزد بسیاری از پژوهشگران و زبان‌شناسان پذیرفته شده است. «آکادمی پژوهش برشسکی» در حال حاضر هر دو شیوهٔ مبتنی بر اردو و مبتنی بر لاتین را به رسمیت می‌شناسد.
در سال‌های ۲۰۰۶، ۲۰۰۹ و ۲۰۱۳، یک واژه‌نامهٔ سه‌جلدی برشسکی-اردو با همکاری «آکادمی پژوهش برشسکی» و دانشگاه کراچی، به سرپرستی پروفسور علامه ناصرالدین ناصر هنزایی و با انتشار از سوی «ادارهٔ ترکیب، تدوین و ترجمه» دانشگاه کراچی، تدوین شد. این فرهنگ لغت عمدتاً از الفبای برگرفته از اردو بهره می‌گیرد و شیوهٔ لاتینی برگرفته از الفبای برگر را به‌شکل فرعی به کار می‌برد.

### نمونه متن
| برشسکی                                                                          | ترجمهٔ اردو | ترجمهٔ فارسی |
| ------------------------------------------------------------------------------- | --- | --- |
| ذاتِ خدا یَکُ ڎُم کھݸت بݺ اکھݵݽ رَحمتَن جامعهٔ کراچی میر اݹدِکِھرَس نِعمَتَن‎                 | ذات خدا کی طرف سے ہم پر یہ ایسی عجیب رحمت ہوئی کہ جامعہ کراچی کی نزدیکی اور ادبی سر پرستی کی لازوال نعمت ہمیں نصیب ہوئی.                                                                         | این، نعمتی شگفت‌انگیز از سوی خدا بوده است که ما را به موهبت جاودانهٔ نزدیکی و سرپرستی ادبی دانشگاه کراچی سرافراز کرده است.                                                  |
| جامعهٔ کراچی میر تازہ جَہانَن بِلݳ چشمِ بصیرت پُھٹ اݺ عَقَلݺ نِشانَن بِلݳ‎                  | جامعہ کراچی ہمارے لئے ایک جدید کا ئنات ہے۔ ساتھیو! چشم دل سے دیکھو اس امر میں اللہ کا ایک معجزہ ہے۔                                                                                              | دانشگاه کراچی برای ما جهانی نو است. ای همکاران! با چشم دل بنگرید که در این امر، معجزه‌ای از جانب خداوند است.                                                               |
| رَبِّ تَعالیٰ کرم! علم و ادب بُٹ اُیَم! اَلتݸ جَہانِݣ ݽِقَم! شُکرݸ مَنِݽ یا خدا!‎                | اللہ تعالی کے فضل و کرم سے علم وادب بے حد شیریں ہیں، ان سے فیضیاب ہونے والوں کی دنیا و آخرت آباد ہو جاتی ہیں، یا اللہ ہمیں توفیق عطا فرما تا کہ ہم تیرا شکر کریں۔                                | به فضل و کرم خداوند متعال، علم و ادب بی‌نهایت شیرین‌اند؛ آنان که از این نعمت‌ها بهره‌مند شوند، دنیایشان و آخرتشان آباد می‌شود. ای خدا، به ما توفیق ده تا شکر تو را به‌جا آوریم. |
| علم و ادبݺ صاحِبان، فضل و ہُنرݺ کامِلان! اُیون کݺ اُیون دوستان! شُکرݸ مَنِݽ یا خدا!‎     | اس وسیلے سے علم وادب اور فضل و کامل والے تمام حضرات کی دوستی کی سعادت ہم کو نصیب ہوئی، خدایا اس نعمت پر ہم تیرا شکر کرتے ہیں۔                                                                    | از رهگذر این [دانشگاه]، به افتخار دوستی با همهٔ صاحبان علم و ادب و کمال دست یافته‌ایم. خدایا، برای این نعمت شکرگزاریم.                                                      |
| جامِعَه کُڎ نامدار، اسپِ قلَمݺ شَہسَوار علم و ادبݺ تاجدار شُکرݸ مَنِݽ یا خدا!‎             | جامعہ والے تمام صاحبان نامور و نامدار ہیں، وہ رخش قلم کے میدان کے شہسوار ہیں۔ اور علم و ادب کے تاجدار بادشاہ ہیں۔ خدایا ہم تیرا شکر ادا کرتے ہیں۔                                                | همهٔ اهل دانشگاه، نامور و برجسته‌اند؛ سواران میدان قلم و تاجداران علم و ادب. خدایا، شکر تو را به‌جا می‌آوریم.                                                                 |
| جامِعَه آبِ حیات مَعَلِّمِین اُبون باغبان شگِرِشݸ ڞا ݽِقَم بَسݵݣ شُکرݸ مَنِݽ یا خدا!‎             | جامعہ گویا سرچشمۂ آب حیات ہے، شاگرد سب اس معنی میں سدا بہار باغات ہیں کہ اساتذۂ کرام اُن کی آبیاری کرتے رہتے ہیں۔ خدایا ہم تیرا شکر ادا کرتے ہیں۔                                                 | دانشگاه، همچون چشمهٔ آب حیات است و شاگردان، باغ‌هایی همیشه سبزند که استادان گرامی پیوسته آن‌ها را آبیاری می‌کنند. خدایا، شکر تو را به‌جا می‌آوریم.                              |
| تازہ گلابݺ نَس اُیَم، دوستیݺ تھݸمَلݺ تَھس اُیَم قَلَم گیݸ شان کݺ ہَس اُیَم شُکرݸ مَنِݽ یا خدا!‎ | جب گلاب نو شگفتہ ہو، تو اسکی خوشبو مثالی ہوتی ہے، جہاں دوستی کی دھنی اور اپنے ماضی کی دھنی بناتے ہیں تو اس کا دھواں بھی شیریں ہوتا ہے، اھل قلم کی شان و مرتبت لذیذ ہوتی ہے، یا اللہ تیرا شکر ہے۔ | همچون گل سرخی که تازه شکفته باشد و عطرش بی‌همتاست، جایی که دوستی‌ها و خاطره‌ها ساخته می‌شود، عطرش نیز شیرین است؛ شکوه اهل قلم نیز دلنشین است. ای خدا، شکر تو را می‌گوییم.      |
| یَرمݸ ہݸئیلتَرڎ نصیر! جامِعه گمَنا بݵیَم؟ تِک نُمݳ سݵن تِل اَکول شُکرݸ مَنِݽ یا خدا!‎        | زمانہ قدیم کا چوپان نصیر! میں کیا جانوں کہ تو جامعہ ہو گیا ہے۔ خاک بن کرکہا کر «یا خدا تیرا شکر ہے»۔                                                                                             | نصیر، چوپان روزگار کهن! از کجا می‌دانستم که تو به دانشگاه رسیده‌ای؟ خاک شو و بگو: «ای خدا، شکر تو را.»                                                                      |